# Sœurs antoniennes de Marie
Les Sœurs antoniennes de Marie sont une congrégation religieuse féminine de droit pontifical vouée au service domestique des séminaires.

## Historique
En 1903, les sœurs de Notre-Dame du Bon-Conseil annoncent aux autorités ecclésiastiques qu'elles ne peuvent plus assumer le service du séminaire de Chicoutimi. L'abbé Elzéar Delamarre (1854-1925), supérieur du séminaire tente de remplacer la communauté mais sans résultat. Mgr Labrecque l'autorise donc à fonder une congrégation spécialement dédiée à cet apostolat.
La congrégation est officiellement fondée le 2 juillet 1904 dans la chapelle du séminaire de Chicoutimi sous le nom de sœurs de saint Antoine de Padoue. Le 15 août suivant, 13 jeunes femmes font leur prise d'habit, la moitié d'entre elles sont des sœurs de Notre-Dame du Bon-Conseil qui se sont joints à la nouvelle communauté. Elles logent d'abord dans un bâtiment situé près du séminaire. L'incendie qui ravage Chicoutimi en 1912 détruit les deux bâtiments, reconstruits peu après. Le nouveau couvent est édifié en 1913 à proximité du séminaire, elles y restent jusqu'en 1967, année où elles déménagent dans leur maison-mère construite en 1938 à Chicoutimi.
L'institut reçoit le décret de louange le 19 octobre 1963.

## Activités et diffusion
Les sœurs se dédient au service domestique des séminaires et des collèges ecclésiastiques.
Elles sont présentes au Canada avec la maison-mère à Chicoutimi.
En 2017, la congrégation comprenait 71 sœurs dans 8 maisons.